# گورستان قاراکسک
گورستان قاراکسک مربوط به دوره اشکانیان است و در شهرستان مشگین‌شهر، بخش مرادلو، دهستان ارشق غربی، روستای قاراکسک واقع شده و این اثر در تاریخ ۱۵ دی ۱۳۸۷ با شمارهٔ ثبت ۲۴۳۰۷ به‌عنوان یکی از آثار ملی ایران به ثبت رسیده است.